# Nora systems
Die nora systems GmbH  ist ein deutsches Unternehmen mit Sitz in Weinheim an der Bergstraße und Teil des  Bodenbelagherstellers Interface Inc. Am Stammsitz in Weinheim arbeiten heute 861 Mitarbeitende (Stand 2022); er ist gleichzeitig Entwicklungs- und Produktionsstandort sowie Sitz der Verwaltung. Nach eigenen Angaben ist Nora in über 80 Ländern aktiv und besitzt Niederlassungen in verschiedenen Ländern in Europa, Asien und Nordamerika.

## Geschichte
Die Geschichte des Unternehmens begann 1938 mit der Produktion von Schuhsohlen. Seit 1950 produziert das Unternehmen Bodenbeläge aus Kautschuk, die heute unter der Dachmarke nora by Interface vertrieben werden.
Bis 2007 gehörte das Unternehmen zur Freudenberg-Gruppe und firmierte unter dem Namen Freudenberg Bausysteme KG. Die nora systems GmbH entstand schließlich 2007 durch eine Veräußerung an ein Investorenkonsortium unter der Führung der Capiton AG. 2018 wurde das Unternehmen schließlich von Interface Inc., Atlanta (USA), erworben.

## Produkte
Nora produziert Fußbodenbeläge, Treppenbeläge sowie Schuhkomponenten aus Kautschuk. Für Bereiche, die besonderen technischen Standards und Anforderungen unterliegen, hat Nora verschiedene Spezialbeläge entwickelt. So gibt es beispielsweise
- Bodenbeläge mit besonders hoher Trittschalldämmung
- Elektrostatisch ableitende Bodenbeläge
- Elektrostatisch leitfähige Bodenbeläge
- Bodenbeläge für Bereiche mit extremen Anforderungen
- Bodenbeläge für Raum-Schießanlagen